# Goranka Matičová
Goranka Matičová (13. srpna 1949 Maribor – 5. ledna 2025 Bělehrad) byla srbská historička umění a fotografka. Svou profesionální kariéru ve fotografii zahájila v roce 1980 a od roku 1986 vystavovala v tuzemsku i v zahraničí. Její dílo zahrnuje portréty spisovatelů, rockových a popových hudebníků a volební kampaně. Žila a pracovala v Bělehradě.

## Životopis
Goranka Matičová se narodila 13. srpna 1949 v Mariboru. Vystudovala dějiny umění na Filozofické fakultě v Bělehradě. Vyrůstala v rodině, která ctila fotografii, přírodu a cestování, což zcela určilo její pozdější život a tvorbu. Zemřela 5. ledna 2025, bylo jí 75 let.

## Profesionální práce
Od založení Studentského kulturního centra v roce 1971 pracovala Goranka Matičová jako asistentka v uměleckém programu a poté jako odborná spolupracovnice a kurátorka galerie Srečna nova umetnost. V letech 1978 až 1980 vedla Galerii 45 v Novém Bělehradě, kde uspořádala více než dvacet výstav.
Od roku 1980 se Goranka věnovala kariéře fotografky. Pracovala na fotografiích pro mnoho časopisů a odborných článků: Djuboks, Start, Svijet, Omladinske novine, Duga, Dělo, Liberation, Polet, Moment, Beorama, Ritam, New Moment a další. Současně se věnovala výstavní činnosti a budovala svou uměleckou kariéru. Zpočátku pracovala jako nezávislá umělkyně v široké škále publikací, od umění po rock and roll, a v letech 1990 až 2006 pracovala jako fotografická redaktorka v týdeníku Vreme, kde se v roce 2008 stala spolumajitelkou. V letech 2006 až 2010 pracovala jako fotografická redaktorka v deníku Politika. V letech 2010 až 2015 pracovala v Radiotelevizi Srbska na pozici umělecké ředitelky.
Goranka Matičová se věnovala fotografii od roku 1980. Od roku 1986 byla členkou ULUPUDS (Sdružení výtvarných umělců užitého umění a designérů Srbska), kdy začala vystavovat v tuzemsku i v zahraničí. Osm let vyučovala fotožurnalistiku na Fakultě politických věd v Bělehradě.  Poté působila jako odborná asistentka na Fakultě médií a komunikace, kde vyučovala fotožurnalistiku a dokumentární fotografii. V profesionálních novinářských kruzích byla považována za uznávanou redaktorku a fotografku a v uměleckých kruzích má možná ještě větší reputaci.
Epizoda dokumentárního cyklu Má osobní pečeť z roku 2012, který režíroval Gregor Zupanac, byla věnována Gorance Matičové.

### Koncertní fotografie
Během 80. let byla její práce obzvláště významná v oblasti rockové fotografie. Jako oslavovaná fotografka nové vlny fotila obaly na desky pro řadu bělehradských kapel, od alba Idol pro slavné album Odbrana i poslednji dani až po spolupráce s Ekaterinou Velikou, Canetou z Partybreakers, Kojou z Disciplina kicma, Bajagou a mnoha dalšími hudebníky a kapelami.

### Protesty 90. let
Je autorkou mnoha, a to i ikonických, fotografií, které doprovázejí bouřlivé společensko-politické události v ulicích Bělehradu, od 9. března přes protiválečné demonstrace až po studentské protesty a téměř všechny demonstrace v 90. letech.

## Výstavy
- „Tichá řeka teče“ v Salonu Muzea současného umění, za kterou získala cenu Politika (2004).
- „Síť vzpomínek“ v galerii Artget v Bělehradském kulturním centru v únoru 2011 představuje fotografie, které zaslala e-mailem.[11]
- „Cestovatelé v čase posedlí obrazy“ v galerii Artget v Bělehradském kulturním centru v říjnu 2012 představuje krátkou historii současné srbské kinematografie.[12]
- Výstava fotografií na večírku „Buka!Sada!“, duben 2018, sestávající z velkoformátových fotografických tisků.[13]
- „Vlada“, výstava věnovaná rockovému hudebníkovi Vladovi Divljanovi, Marsh open space Bělehrad, březen 2018,[14] ohlášená na březen 2020 v Domě armády v Bělehradě.[6]
- "Sociální kontexty života mládeže", výstava fotografií Jany Ljubičičové, Viktorije Jovanovičové a Goranky Matičové v galerii Pro3or v Bělehradě, říjen 2018.[15]
- „Fotografie jugoslávské rockové scény“, retrospektivní výstava Goranky Matičové, která byla v roce 2020 oznámena v Muzeu současného umění.[16]

## Ocenění
- Cena Říjnového salonu (1989)
- Cena „Dobývání svobody“ (2002)
- Cena Politiky (2004)[3]
- Výroční cena ULUPUDS (2005)[5]
- Cena UNS za celoživotní dílo[19]
- Ceny Nadace Tanji Petrovičové (2021)[20]